# 孫成弼
孫 成弼(ソン・ソンビル、손성필、1927年11月22日 - 2014年6月25日)は北朝鮮の元駐在ソ連、ロシア大使、1992年の北朝鮮クーデター陰謀事件の発覚につながった人物である。

## 経歴
金日成の一族とされる。（妻が金日成の母､康盤石のいとこ、康永燮の義理の弟（妹の夫）である。）1971年、朝鮮赤十字会総裁、その後高等教育相、最高人民会議常設副議長などを経て1990年、当時の駐ソ連大使となる。以降ソ連崩壊後も駐ロシア大使として1998年までその任にあった。ロシア大使の後は駐ジョージア（国）大使となった。

## 家族
妹に孫姫林がおり、金正日の5番目の妻として、しばらく生活していたことがある。